# Heime Müller
Heime Müller (* 6. Juli 1970 in Hamburg) ist ein deutscher Geiger und Hochschullehrer. Er war 16 Jahre lang Mitglied im Artemis Quartett.

## Leben
Heime Müller erhielt seine Violinausbildung bei Marianne Petersen, Uwe-Martin Haiberg, Ulf Hoelscher und Nora Chastain. Er studierte ab 1990 an der Musikhochschule Lübeck, wechselte kurzzeitig nach Karlsruhe, kehrte dann aber nach Lübeck zurück, wo er sein Diplom und sein Konzertexamen ablegte. Von 1991 bis 2007 war er alternierender Geiger im Artemis Quartett, mit dem er in nahezu allen großen Sälen und Festivals weltweit auftrat. Wichtige Lehrer des Quartetts sind Walter Levin und das Alban Berg Quartett.
Heime Müller war von 2006 bis 2009 Professor für Violine und Kammermusik an der Universität der Künste Berlin. 2009 wechselte er in gleicher Tätigkeit an die Musikhochschule Lübeck. Außerdem ist er Professor für Streichquartett an der Escuela Superior de Música Reina Sofía in Madrid. Müller ist seit 2008 auch Künstlerischer Leiter des International Chamber Music Campus der Jeunesses Musicales auf Schloss Weikersheim.  
Heime Müller bearbeitete die Klaviersonate op. 1 von Alban Berg für Streichsextett sowie dessen Liederzyklen Sieben frühe Lieder und op. 2 für Gesang und Streichquartett.